# Барре, Патрик
Патрик Барре (фр. Patrick Barré; род. 12 апреля 1959, Уй) — французский спринтер, бронзовый призёр летних Олимпийских игр 1980 года в Москве, участник двух Олимпиад.

## Карьера
В 1977 году в Донецке Барре в составе сборной Франции стал чемпионом Европы среди юниоров в эстафете 4×100 метров (39,99 с). В 1979 году в Турине стал бронзовым призёром Кубка Европы в эстафете 4×100 метров. В 1981 году в Загребе завоевал бронзу Кубка Европы в беге на 200 метров.
На летней Олимпиаде в Москве Барре в составе сборной Франции, в которую входили также Паскаль Барре, Антуан Ришар и Эрман Панзо, стал бронзовым призёром в эстафете 4×100 метров. Через четыре года в Лос-Анджелесе Барре выступал в беге на 200 метров и выбыл из борьбы на стадии предварительных забегов.

## Семья
Брат-близнец Паскаль Барре также был известным спринтером, бронзовым призёром Олимпиады в Москве.